# フェネチルアルコール
フェネチルアルコール (phenethyl alcohol) とは、芳香族アルコールの一種。2-フェニルエタノールや2-フェニルエチルアルコール、β-フェニルエチルアルコールとも呼ばれる。水にはわずかに溶ける  (2 mL/100 mL H2O) いっぽう、エタノールやエーテルとは混和する。天然にバラなどにも含まれ、酒にも含まれ、香料、保存料などに利用される。

## 分布
天然に広く存在する無色の液体で、バラ、カーネーション、ヒヤシンス、アレッポマツ、イランイラン、ゼラニウム、ネロリ、キンコウボク など、さまざまな精油に含まれる。
日本酒、ビール、ワインなどにも含まれ、酒類の香気成分として重要な役割を果たす。

## 生成
人為的な製造法としては、塩化ベンジルにシアン化ナトリウムを反応させたのち水酸化ナトリウムでフェニル酢酸へ誘導し、これをエステル化したのちナトリウムで還元する方法、ベンゼンからエチレンオキシドと塩化アルミニウムの存在下でのフリーデル・クラフツアルキル化反応により合成する方法がある

## 用途
フェネチルアルコールは快い花の香を持ち、特にバラの香りを加えたいときに香料として用いられる。タバコの添加剤、アルカリ性に強いことから石鹸の保存料としても用いられる。生物学ではその抗菌作用に興味が持たれている。
高知大学教授の金哲史は、クヌギの樹液にスズメバチが好むものと嫌がるものがあることに着目。フェネチルアルコールに、スズメバチの忌避作用があることを発見した。
日本の悪臭防止法では、パネル（嗅覚を用いて臭気の有無を判定する者）が正常な嗅覚を有しているかの検査に使用する「基準臭液」として、本物質とメチルシクロペンテノロン、イソ吉草酸、γ-ウンデカラクトン、スカトールの計5物質が採用されている。

## 法規制
消防法による第4類危険物 第3石油類に該当する。